# Витанє (община)
Община Витанє (словен. Občina Vitanje) — одна з общин у центральній Словенії. Адміністративним центром є місто Витанє.

## Населення
У 2011 році в общині проживало 2287 осіб, 1182 чоловіків і 1105 жінок. Чисельність економічно активного населення (за місцем проживання), 987 осіб. Середня щомісячна чиста заробітна плата одного працівника (EUR), 845 (в середньому по Словенії 987.39). Приблизно кожен другий житель у громаді має автомобіль (50 автомобілі на 100 жителів). Середній вік жителів склав 40,5 роки (в середньому по Словенії 41.8). 